# ناكيا بورس
ناكيا بورس (بالإنجليزية: Nakia Burrise)‏ هي ممثلة أمريكية، ولدت في 21 أكتوبر 1974 بسان دييغو في الولايات المتحدة.

## وصلات خارجية
- ناكيا بورس على موقع IMDb (الإنجليزية)
- ناكيا بورس على موقع ألو سيني (الفرنسية)
- ناكيا بورس على موقع أول موفي (الإنجليزية)
- ناكيا بورس على موقع قاعدة بيانات الفيلم (الإنجليزية)
- ناكيا بورس على موقع كينوبويسك (الروسية)